# Sovrappensiero
Sovrappensiero è un singolo dei Bluvertigo pubblicato nel 2000.

## Tracce
CD
1. Sovrappensiero (Radiophobic)
2. Sovrappensiero (Nylon Version)
3. Herzliebster Jesu
4. Sovrappensiero (Extandy Mix)
5. Canone Inverso – Luxury Goods